# Il morso del coniglio
Il morso del coniglio (Run Rabbit Run) è un film del 2023 diretto da Daina Reid. 

## Trama
Mia, figlia di Sarah, compie sette anni, età a cui morì la sorella di Sarah, Alice. La bambina inizia a manifestare strani comportamenti, affermando di chiamarsi Alice e di conoscere la mamma di Sarah, Joan, con la quale Sarah non ha più rapporti da tempo e che Mia stessa non ha mai conosciuto, essendo ospite di una casa di cura. Inoltre, fa la sua comparsa fuori dalla loro porta di casa un coniglio, che viene adottato dalla bambina e nel quale sua madre trova qualcosa di sinistro. Sarah torna con la bambina nella sua vecchia casa d'infanzia, ora abbandonata. Lì i comportamenti strani della bambina aumentano, fino a riportare Sarah a ricordare quanto era successo in occasione della sparizione della sorella Alice.

## Produzione
Nel giugno 2020 Elisabeth Moss venne coinvolta nel progetto, con produzione di XYZ Films e Daina Reid alla regia. STXfilms era incaricata della distribuzione. Moss aveva in precedenza lavorato con Reid nella serie televisiva Il racconto dell'ancella. Nel dicembre 2021 venne annunciato che Sarah Snook era coinvolta nel progetto, dopo che Moss dovette ritirarsi per impegni lavorativi, e che anche STXfilms non era più nel progetto. Il mese successivo fecero ingresso nel cast Damon Herriman e Greta Scacchi, e le riprese iniziarono la settimana stessa. Le riprese principali ebbero luogo a Melbourne e Waikerie, nell'Australia Meridionale. Il film venne prodotto da Anna McLeish e Sarah Shaw per Carver Film. XYZ Films co-finanziò il film, gestendo anche le vendite nel mondo, con ulteriori fondi provenienti da Screen Australia, South Australian Film Corporation, VicScreen e Filmology Finance.

## Distribuzione
Il morso del consiglio ha debuttato al Sundance Film Festival il 19 gennaio 2023. Il film è stato pubblicato su Netflix il 28 giugno 2023 nel Regno Unito, in Australia, negli Stati Uniti e in altri paesi.